# Владиславський Володимир Олександрович
Володи́мир Олекса́ндрович Владисла́вський (Вольф Янкелевич Єльник, Володимир Олександрович Єльник 1 (13) червня 1891 , Київ  — 5 жовтня 1970 , Москва, РРФСР, СРСР ) — радянський актор театру і кіно. Народний артист СРСР (1967). Лауреат Сталінської премії першого ступеня (1948).

## Біографія
Народився 1 (13) червня 1891 року в Києві на Деміївці, у родині відставного рядового 75-го піхотного севастопольського полку мозирського міщанина Янкеля Вульфовича Єльника та Хайки Норимівни, уродженої Бейлін, ім'я при народженні — Вольф Янкелевич Єльник. У 1915 році при хрещенні отримав ім'я Володимир Олександрович Єльник.
Театральний дебют актора відбувся в 1912 році в Одесі, в приватній антрепризі. Потім грав в різних театрах на півдні Росії — у Владикавказі, Ростові-на-Дону, в Україні Житомирі Києві і Харкові. У 1925 році переїхав до Москви, з успіхом виступав у театрі Корша і в театрі Мейерхольда. З 1933 року Володимир Владиславський приєднався до трупи Малого театру.
Першу кінороль актор отримав у 1926 році в комедії «Ведмедяче весілля». Одними з його найкращих робіт в кінематографі вважається роль Модеста Олексійовича у фільмі «Ганна на шиї» (1954), знятому режисером І. М. Анненським за одноіменним оповіданням А. П. Чехова, а також роль директора бази в комедії Л. І. Гайдая «Операція „И“ і інші пригоди Шурика» (1965).
В. А. Владиславський помер 5 жовтня 1970 року. Похований у Москві на Новодівочому кладовищі (ділянка № 2) разом з дружиною, актрисою Малого театру і театральним педагогом П. З. Богатиренко.

## Звання та нагороди
- Сталінська премія 1-го ступеня (1948) — за виконання ролі академіка Абуладзе в спектаклі «Велика сила» Б. С. Ромашова
- народний артист СРСР (1967)
- народний артист РРФСР (1949)
- орден Леніна
- орден Трудового Червоного Прапора (1949)
- орден «Знак Пошани» (1937)

## Творчість

### Театральні ролі
- «Горе з розуму» О. С. Грибоєдова (режисер: Пров Садовський) — Загорецький[7]
- «Вовки і вівці» О. М. Островського — Чавунів
- «На всякого мудреця досить простоти» О. М. Островського — Мамаєв
- «Ліс» О. М. Островского — Короп
- «Прибуткове місце» — Юсов
- «Ревізор» М. В. Гоголя — Суниця
- «Весілля Кречинского» О. В. Сухово-Кобиліна — Расплюев
- «Любов Ярова» К. А. Тренева — генерал Кутов
- «На березі Неви» К. А. Тренева — Обольяшев
- «Бійці» Б. С. Ромашова — професор Ленчицький
- «Велика сила» Б. С. Ромашова — академік Абуладзе

### Фільмографія
- 1926 — «Ведмеже весілля»
- 1937 — «Ленін у Жовтні» — Карнаухов
- 1940 — «Яків Свердлов» — Казимир Петрович
- 1941 — «Як посварився Іван Іванович з Іваном Никифоровичем» — Суддя
- 1941 — «Бойова кінозбірка № 7»
- 1941 — «Романтики» — Іван Павлович
- 1944 — «Людина № 217» — Йоганн Краусс
- 1944 — «Весілля» — Доктор
- 1946 — «Глінка» — Вієльгорський
- 1946 — «Адмірал Нахімов» — капітан Лавров
- 1949 — «Зустріч на Ельбі» — Мак-Дермот
- 1950 — «Далеко від Москви» — Ліберман
- 1951 — «Спортивна честь»
- 1952 — «Вовки і вівці» (Телеспектакль)
- 1954 — «Анна на шиї» — Модест Олексійович
- 1957 — «Нічний патруль» — Волабуєв
- 1957 — «Пігмаліон» (Телеспектакль) — Дулітл
- 1958 — «Жених з того світу»
- 1960 — «Євгенія Гранде» — Абат
- 1964 — «Товариш Арсеній» — Професор університету
- 1965 — «Операція «И» та інші пригоди Шурика» — Директор бази